# ステファノ・バターリア
ステファノ・バターリア（Stefano Battaglia、1965年8月31日 - ）は、イタリアのクラシックおよびジャズ・ピアニスト。ミラノ出身。
彼はバルセロナの欧州ユース管弦楽団でソリストとして演奏した（1981年）。デュッセルドルフで開催されたJ・S・バッハ音楽祭では年間最優秀新人ピアニスト賞（1986年）を、また、最優秀若手ヨーロッパ・ピアニストとしてブリュッセル国立ラジオ賞（1997年）を獲得した。
バターリアは、シエーナ・ジャズ・サマー・プログラムで教えた。シエーナでの音楽研究のための常設ワークショップの一環として、ジャズ・グループのトリプリシティ・アンド・シアトラム（Triplicity and Theatrum）の創設者となっている。彼はミケーレ・ラッビアとも録音を行った。

## ディスコグラフィ

### リーダー・アルバム
- Things Ain't What They Used to Be (1987年、Splasc(h))
- Auryn (1988年、Splasc(h))
- Explore (1990年、Splasc(h)) ※with トニー・オクスレイ
- Confession (1991年、Splasc(h))
- Bill Evans Compositions, Vol. 1 (1992年、Splasc(h))
- Bill Evans Compositions, Vol. 2 (1993年、Splasc(h))
- Sulphur (1993年、Splasc(h))
- 『バプティスム』 - Baptism (1993年、Splasc(h))
- Life of a Petal (1993年、Splasc(h))
- Unknown Flames: Live in Siena (1995年、Splasc(h))
- Rito Stagionale (1997年、Splasc(h))
- Gesti (1997年、Splasc(h))
- Mut(e)azioni (1997年、Splasc(h))
- Omen (1997年、Splasc(h)) ※with ピエール・ファーヴル
- Ecumenica: The Swiss Radio Tapes 1 (1997年、Splasc(h))
- Musica Centripeta: The Swiss Radio Tapes 2 (1997年、Splasc(h))
- Raccolto (2003年、ECM)
- Re: Pasolini (2005年、ECM)
- Pastorale (2009年、ECM) ※with ミケーレ・ラッビア
- The River of Anyder (2009年、ECM)
- Songways (2012年、ECM)
- In the Morning: Music of Alec Wilder (2014年、ECM)
- Winds (2015年、Klopotec)
- Pelagos (2016年、ECM) ※with サモ・サラモン
- 『リトル・ピース・ララバイ』 - Little Peace Lullaby (2016年、Enja) ※with ウルリッヒ・ドレクスラー
- Sfueâi (2019年、Artesuono) ※with エルザ・マーティン
- Music For Clarinets And Piano (2019年、Caligola) ※with ミルコ・マリオッティーニ